# Museo e rifugi S.M.I.
Il Museo e rifugi S.M.I. è un esempio di archeologia industriale realizzato a Campo Tizzoro, nel comune di San Marcello Piteglio sulla montagna pistoiese.

## Descrizione
I rifugi S.M.I. sono l'unico esempio in Italia di ricovero ipogeo di queste dimensioni, a prova di attacco aereo, costruiti da un privato per la collettività.
Il tunnel, lungo due chilometri e a 22 metri di profondità sotto allo stabilimento della ex Smi, è scavato nella roccia.

## Storia
Fino alla fine del XX secolo i rifugi erano protetti da segreto militare ed industriale.
Nel 2011 L'Istituto di Ricerche Storiche Archeologiche di Pistoia Ente Morale DPR 281, dopo l'inaugurazione di Pistoia Sotterranea, viene interessata dall'assessore Comunale di San Marcello, dott.arch. David Ulivagnoli di valorizzare i rifugi antiaerei della S.M.I. di Campo Tizzoro. L'assessore aveva come presidente della pro loco promosso un'attività divulgativa sul villaggio industriale e la sua fabbrica come presidente della Pro Loco di campo Tizzoro, coordinando il Gruppo Hypogeum era composto, oltreché da Ulivagnoli,  da altri tre architetti (Mirko Borgioli, Franco Del Re, Fabio Zucchi) uno storico (Giorgio Baglieri) ed un fotografo (Andrea Paolo Nannini). Il Gruppo Hypogeum, nel 2007 realizzò il DVD sui rifugi dal titolo Campo Tizzoro, Utopia Realizzata, con il contributo dell'Istituto Luce, K.M.E. Group, Provincia di Pistoia, Nuova Pro Loco di Campo Tizzoro, Comunità Montana Appennino Pistoiese ed altri enti.
Nel 2011 La K. M.E. sigla l'accordo per la realizzazione del Museo con L'Istituto di Ricerche Storiche Archeologiche di Pistoia Ente Morale DPR 281/77 mettendo a disposizione anche una ricca collezione della produzione di munizionamento prodotto e produzione alternativa. Il progetto di valorizzazione e allestimento l'IRSA lo affida all'arch. Gianluca Iori che ne realizza integralmente l'opera nella sua prima fase. 
Nel 2012 il 12 Maggio il Museo viene inaugurato alla presenza del presidente della KME SPA dott.Salvatore Orlando e le autorità. Il Museo è interamente finanziato da IRSA, di cui ad oggi è proprietario, dopo l'acquisizione dell'area e dei rifugi. Ad oggi il Museo è in fase di espansione con nuove sale tematiche, che ripercorrono la Storia della Metallurgia Italiana visto da una "Fabbrica da Guerra".